# Promiskuitet
Promiskuitet betyder enligt SAOL "lösaktigt sexualliv med fler än en partner". En synonym till promiskuitet är just lösaktighet. Termen används såväl i ett vetenskapligt som i ett  moraliskt perspektiv.

## Promiskuitet i naturen
Promiskuitet är vanligt bland många olika grupper av djur. Vissa arter har promiskuösa parningssystem som varierar från polyandri och polygyni till parningssystem utan någon som helst stabil parbildning, där två individer enbart parar sig vid ett enda tillfälle. Andra djurarter kan istället leva inom stabila parbildningar men ändå para sig med andra individer.

## Promiskuitet hos människan
Begreppet promiskuitet har i västvärlden historiskt haft en negativ laddning då såväl kristendom, judendom som islam fördömer levnadssättet och i stället förordar livslångt monogamt äktenskap (även om islam tillåter polygami för män). Vidare är det vanligt i många kulturer att kvinnlig promiskuitet anses förkastlig medan manlig promiskuitet i stort sett är acceptabel. Att tidigt i livet binda sig till en partner anses dock av vissa forskare, bland andra Alan Booth, bidra positivt till ungas psykiska hälsa – något som i dagens samhällsdebatt kan ses som ett kontroversiellt forskningsresultat. Läkare (varav flertalet verksamma, eller tidigare verksamma, i Kristna Läkare och Medicinare i Sverige – KLM) har påpekat och varnat för den direkta kopplingen mellan dagens allt mer accepterade promiskuitet och den ökande spridningen av sexuellt överförbara sjukdomar. Socialantropologer har med datormodeller visat att de flesta små samhällen och grupper av människor historiskt sett varit polygyna, men att utbrott av könssjukdomar vid jordbrukssamhällets intåg (ca. 10 000 år sedan) gjorde att människan i större samhällen övergick till en monogam livsstil.

## Alternativa perspektiv på promiskuitet
I dag debatteras ibland orsakerna till promiskuitet, medan samma ifrågasättande inte alltid sker gentemot monogami, vilket queer- och feministperspektiv bland annat i forskarvärlden poängterat. Förespråkare för detta perspektiv menar exempelvis att när man diskuterar personer som omfattar en social norm (till exempel monogami) skulle det ligga nära till hands att se den egna livsstilen som oproblematisk och börja tala om orsaker och risker i samband med livsstilar som avviker från normen. Alternativa relationsformer som kan kopplas till ett queerperspektiv är till exempel relationsanarki och polyamori.